# Parafia St. Tammany
Parafia St. Tammany (ang. St. Tammany Parish) – parafia cywilna w stanie Luizjana w Stanach Zjednoczonych. Obszar całkowity parafii obejmuje powierzchnię 1 124,19 mil2 (2 911,65 km²). Według danych z 2010 r. parafia miała 233 737 mieszkańców. Parafia powstała w 1810 roku i nosi imię Tammanyego – wodza jednego z klanów Delawarów.

## Sąsiednie parafie
- Parafia Washington (północ)
- Hrabstwo Pearl River (Missisipi) (północny wschód)
- Hrabstwo Hancock (Missisipi) (wschód)
- Parafia Orlean (południowy wschód)
- Parafia Jefferson (południowy zachód)
- Parafia Tangipahoa (zachód)

## Miasta
- Abita Springs
- Covington
- Madisonville
- Mandeville
- Pearl River
- Slidell

## Wioski
- Folsom
- Sun

## CDP
- Eden Isle
- Lacombe